# Europäisches Währungsabkommen
Das Europäische Währungsabkommen (EWA; englisch European Monetary Agreement) war ein völkerrechtlicher Vertrag zwischen den damaligen Mitgliedstaaten der früheren OEEC (heute: OECD).

## Allgemeines
Das EWA wurde am 5. August 1955 in Paris von den OEEC-Mitgliedstaaten Westdeutschland, Belgien, Frankreich, Italien, Luxemburg, Niederlande und Vereinigtes Königreich geschlossen und trat am 27. Dezember 1958 in Kraft. Diesen sieben Staaten schlossen sich am 29. Dezember 1958 weitere fünf Länder an. Es unterstützte die Konvertibilität der Währungen dieser Staaten, die im Januar 1959 wirksam wurde, und löste die Europäische Zahlungsunion ab. Letztere hatte mit der Einführung der Konvertibilität ihr Hauptziel erreicht. Das EWA endete am 31. Dezember 1972 und wurde durch ein neues Abkommen über die Zusammenarbeit der OECD-Mitgliedstaaten auf währungspolitischem Gebiet abgelöst.

## Funktionsweise
Rechtsgrundlage für das EWA war in Deutschland ein Gesetz über das EWA vom 26. März 1959. Zu den Hauptaufgaben des EWA gehörte der multinationale Zahlungsbilanzausgleich, der durch kurzfristige Devisenkredite zwischen den Zentralbanken der EWA-Mitgliedstaaten herbeigeführt wurde, um wesentliche Volatilitäten der Wechselkurse zu vermeiden.
Für ihre Währungen legten die EWA-Mitglieder obere und untere Interventionspunkte im Verhältnis zum US-Dollar mit einer Wechselkursbandbreite von zunächst ± 1 % und später ± 1,5 % fest. Wurde diese Bandbreite überschritten, mussten die Zentralbanken durch Devisenmarktinterventionen eingreifen. Agent für das EWA war die Bank für internationalen Zahlungsausgleich. Die Rechnungseinheit (RE) war anfänglich in Bezug auf den US-Dollar (dieser versehen mit einer Goldkonvertibilität von 0,88867088 Gramm Feingold) definiert; es galt 1 RE = 1 US-Dollar. Mit der Einstellung der Goldkonvertibilität des US-Dollar im August 1971 wurde dieser fixe Wert zu einem rein abstrakten Maßstab der RE.

## Geschichte
Die im Juli 1950 im Rahmen der damaligen OEEC errichtete Europäische Zahlungsunion vereinbarte ein Clearing der Mitgliedstaaten bis zur Konvertibilität der einzelnen Währungen im Dezember 1958. Vierzehn westeuropäische Staaten erklärten im Dezember 1958 die Konvertibilität ihrer Währungen. Es folgte ab Januar 1959 das bereits im August 1955 gegründete Europäische Währungsabkommen, mit dem eine europäische Rechnungseinheit (RE) verbunden war und eine durchschnittliche Entwicklung des Wertes der Währungen der Mitgliedstaaten der Gemeinschaft ausdrückte. Dem aus zwölf Staaten bestehenden EWA traten 1965 weitere fünf Staaten bei, Israel übernahm Beobachterstatus.  
Im Januar 1975 folgte die Europäische Rechnungseinheit (ERE), welche auf einem so genannten Währungskorb der Mitgliedstaaten basierte, dessen Umrechnungssatz zur ERE jeden Tag zur Verfügung stand und täglich im Amtsblatt der Europäischen Gemeinschaften veröffentlicht wurde. Die ERE wurde zunächst im März 1975 bei der Europäischen Investitionsbank und im April 1975 beim Europäischen Entwicklungsfonds eingeführt, um dann im Januar 1976 bei der EGKS eingesetzt zu werden. Im Januar 1978 wurde der Gesamthaushalt der Europäischen Gemeinschaft in ERE aufgestellt.
Die ERE wurde im Januar 1981 durch die Europäische Währungseinheit (ECU) ersetzt, dem Vorläufer des heutigen Euro, der im Januar 1999 eingeführt wurde. 